# Claudio Cipolla

Bischofswappen von Claudio Cipolla

Claudio Cipolla (* 11. Februar 1955 in Goito, Provinz Mantua, Italien) ist ein italienischer Geistlicher und römisch-katholischer Bischof von Padua.

## Leben
Claudio Cipolla empfing am 24. Mai 1980 durch Bischof Carlo Ferrari die Priesterweihe für das Bistum Mantua.
Am 18. Juli 2015 ernannte Papst Franziskus ihn zum Bischof von Padua. Die Bischofsweihe spendete ihm der Bischof von Mantua, Roberto Busti, am 27. September desselben Jahres. Mitkonsekratoren waren der Patriarch von Venedig, Francesco Moraglia, der Altbischof von Mantua, Egidio Caporello, und der Generalsekretär der Italienischen Bischofskonferenz, Bischof Nunzio Galantino. Die Amtseinführung im Bistum Padua fand am 18. Oktober 2015 statt.